# Грушевый хлеб

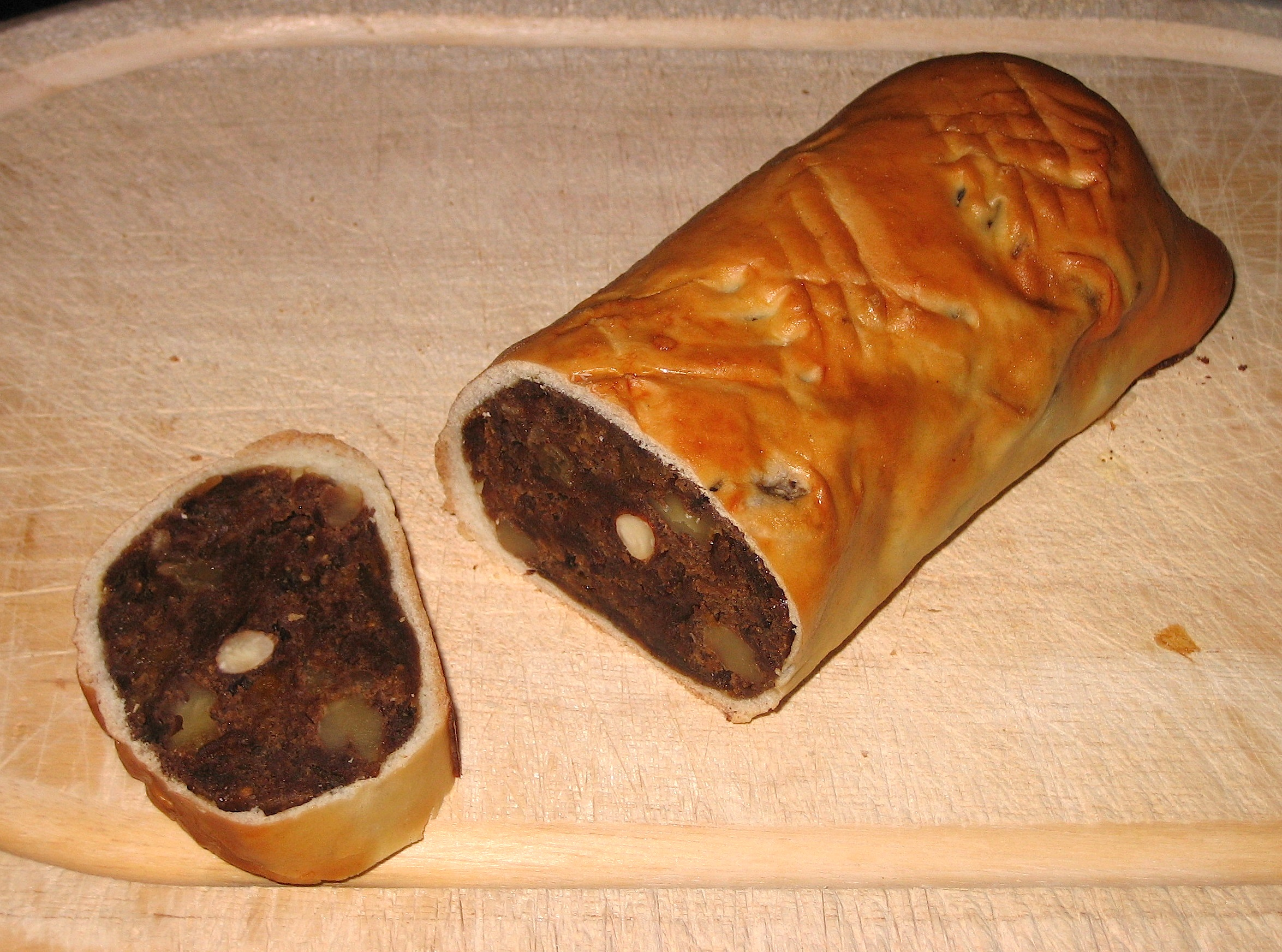
Бирнброт

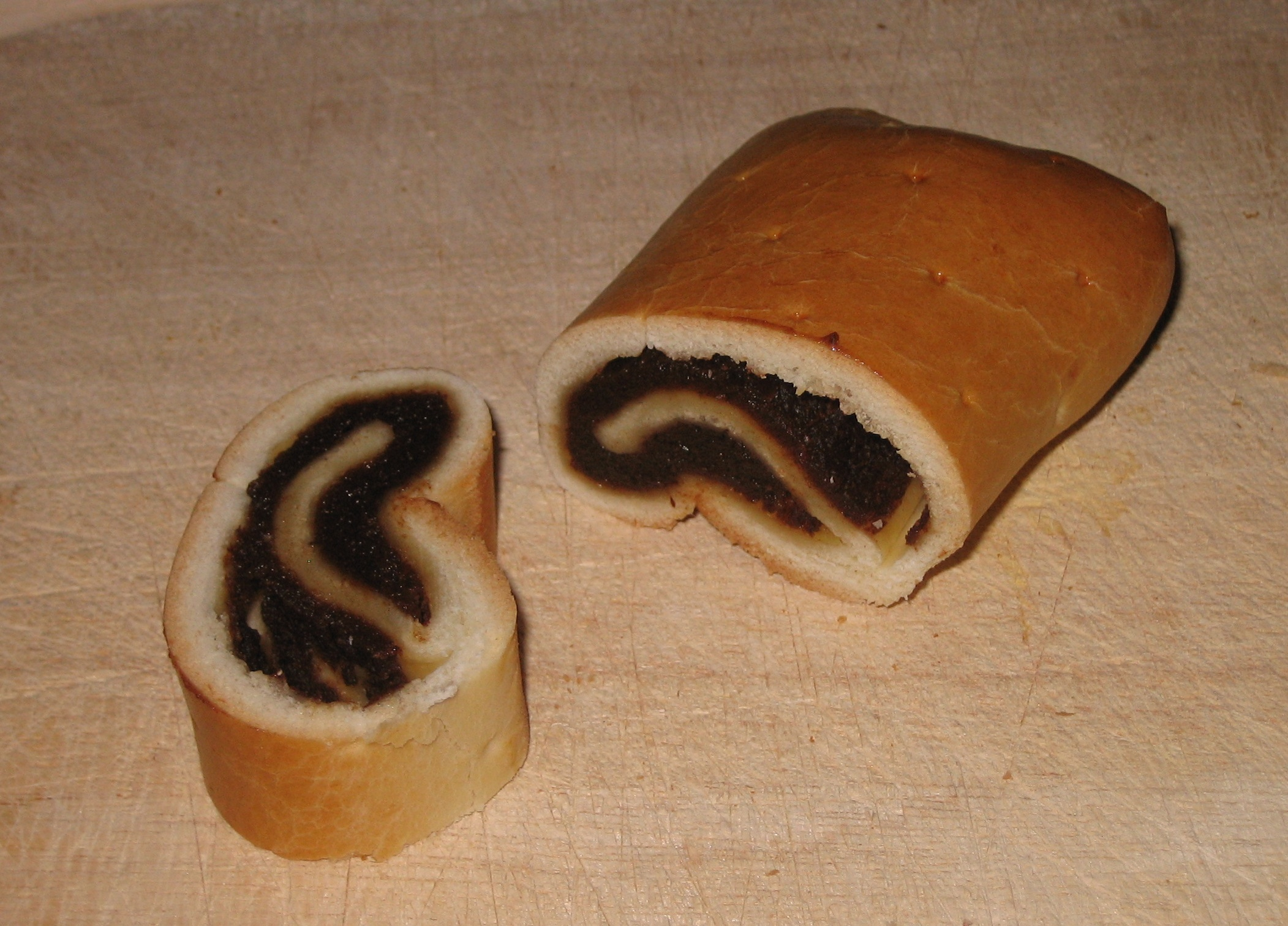
Бирнвегген

Грушевый хлеб (би́рнброт нем. Birnbrot, также би́рнвегген нем. Birnweggen; итал. pane alle pere; романш. paun cun paira) — традиционная в Швейцарских Альпах выпечка с начинкой из сушёной груши.
Наиболее известные виды грушевого хлеба родом из Граубюндена («бюнденский бирнброт»), Гларуса («гларусский бирнброт») и Тоггенбурга («тоггенбургский бирнброт»), а также Люцерна («люцернский бирнвегген»). Помимо груши в начинке присутствует изюм, грецкий орех, часто инжир и сушёное яблоко, добавляются также цитрусовые цукаты, кориандр, корица, бадьян, анис, гвоздика, виноградная водка, киршвассер или вино. Бирнброт и бирнвегген различаются как по способу приготовления, так и по географическому распространению. В бирнброте начинка смешивается с хлебным тестом из обойной пшеничной муки и заворачивается в тонкий слой дрожжевого теста, а в бирнвеггене начинку распределяют по тонко раскатанному тесту и сворачивают в рулет. Бирнвегген распространён в Центральной Швейцарии, а бирнброт — в восточной части Швейцарских Альп.
Изначально грушевым хлебом питались бедняки в альпийских животноводческих районах, для которых зерно из низин было дорогим, и они добавляли в хлебное тесто сушёные фрукты в целях экономии. В Граубюндене и по настоящее время сохранились местные варианты грушевого хлеба с большой долей хлебного теста, которые выпекаются без дополнительной оболочки из теста. В Тоггенбурге и Гларусе груши для бирнброта до смешивания ингредиентов предварительно отваривают и пассеруют. В бюнденском рецепте грушу ставят размачиваться на ночь в водке или розовой воде и не пассеруют, вследствие чего бюнденский бирнброт имеет более грубую структуру и более сильный грушевый вкус.
Грушевый хлеб в Швейцарии является традиционным рождественским и новогодним блюдом. В Скуоле, в Нижнем Энгадине существует обычай: 26 декабря девочки дарят лучшим мальчикам из класса бирнброт, чтобы те в свою очередь пригласили их покататься на коньках. В Немецкой Швейцарии грушевый хлеб можно купить в течение всего года. Бирнброт мажут сливочным маслом и подают к кофе, также из него готовят бутерброды с молодым сыром. Бирнброт популярен и на пикниках.
По легенде, которую приводит в своих дневниках швейцарский писатель Макс Фриш, на цюрихской Шпигельгассе встретились как-то в феврале 1917 года швейцарский писатель Роберт Вальзер и В. И. Ленин, и писатель задал революционеру один-единственный вопрос: «Вы тоже любите гларусский бирнброт?».